# Raffaele Di Paco
Raffaele di Paco (Fauglia, Toscana, 7 de junio de 1908 - Fauglia, 21 de mayo de 1996) fue un ciclista italiano que fue profesional entre 1929 y 1944. Durante estos años consiguió 53 victories. Era especialista de carreras por etapas, siendo vencedor de 16 etapas del Giro de Italia y 11 en el Tour de Francia. Durante la Segunda Guerra Mundial Raffaele di Paco se exilió en Argentina. 

## Palmarés
- 1928

1º en el Gran Premio de Treviso
1º en el Gran Premio de Udine
- 1929

1º en la Milán-Savona
1º en el Gran Premio de Treviso
1º en el Circuito del Piave
1º en la Copa San Vito
Vencedor de una etapa en el Giro de Campania
- 1930

1º en la Copa Auricchio
Vencedor de una etapa en el Giro de Italia
- 1931

Vencedor de 5 etapas en el Tour de Francia
- 1932

1º en el Giro de la Provincia de Milán, con Alfredo Binda
Vencedor de 4 etapas en el Tour de Francia
Vencedor de una etapa en el Giro de Italia
- 1934

1º en la Milán-Ascoli
1º en el Gran Premio de Brasschaat
- 1935

1º en el Premio de Génova
Vencedor de 4 etapas en el Giro de Italia
Vencedor de 2 etapas en el Tour de Francia
- 1936

1º en la Milán-Mantua
1º en el Gran Premio de Brasschaat
1º en el Circuito de Selección
1º en el Premio de la FCI
1º en el Premio de Lugano
Vencedor de 5 etapas en el Giro de Italia
Vencedor de una etapa en el Derby del Nord
- 1937

Vencedor de 2 etapas en el Giro de Italia
- 1938

1º en el Premio de Lugano
Vencedor de 3 etapas en el Giro de Italia
- 1940

1º en los Seis días de Buenos Aires, con Gottfried Hürtgen
- 1941

1º en la Vuelta a Buenos Aires y vencedor de una etapa
1º en el Gran Premio de Argentina
1º en la Doble Campana
- 1942

1º en las 24 horas de Santiago de Chile, con Aldo Bertola
- 1944

1º en los Seis días de Buenos Aires, con Frans Slaats

## Resultados en Grandes Vueltas y Campeonato del Mundo
| Carrera | Carrera         | 1929 | 1930 | 1931 | 1932 | 1933 | 1934 | 1935 | 1936 | 1937 | 1938 | 1939 |
| ------- | --------------- | ---- | ---- | ---- | ---- | ---- | ---- | ---- | ---- | ---- | ---- | ---- |
|         | Giro de Italia  | 22.º | Ab.  | 33.º | Ab.  | —    | Ab.  | 32.º | 41.º | Ab.  | 47.º | Ab.  |
|         | Tour de Francia | —    | —    | 17.º | 33.º | Ab.  | Ab.  | Ab.  | —    | —    | —    | —    |
|         | Vuelta a España | X    | X    | X    | X    | X    | X    | —    | —    | X    | X    | X    |